# Ovie Ejeheri
Ovie Prince Ejeheri (født 23. april 2003) er en engelsk professionel fodboldspiller, der spiller som målmand for den danske Superliga-klub FC Midtjylland.

## Klubkarriere
Ejeheri kom til Arsenal i en alder af otte. I august 2021 underskrev Ejeheri sin første professionelle kontrakt med klubben.
Den 6. juli 2022 underskrev Ejeheri for National League South-klubben Chelmsford City på lån indtil januar 2023. I løbet af Ejeheris tid i Chelmsford spillede Ejeheri 25 optrædener i alle konkurrencer og holdt 12 clean sheets.
Den 19. januar 2023 underskrev Ejeheri for den finske klub SJK indtil slutningen af den engelske sæson. Den 28. januar 2023 fik Ejeheri sin debut for SJK, hvor han spillede hele 90 minutter i et 1-0-tab mod KuPS i den finske Liga Cup. Den 8. juli 2023 meddelte SJK, at Ejeheri ville forlade SJK efter udløbet af hans låneaftale, hvor Ejeheri holdt ni rent sheets i 14 Veikkausliiga-kampe i løbet af sin tid i klubben.
Ejeheri blev frigivet af Arsenal i slutningen af sæsonen 2023-24 efter udløbet af hans kontrakt.
I juli 2024 sluttede Ejeheri sig til de regerende danske Superliga-mestre FC Midtjylland på en fem-årig aftale.

## Landsholdskarriere
Ejeheri er født i Greenwich, England og er berettiget til at repræsentere England, Nigeria eller Uganda. I december 2020 deltog Ejeheri i en af Englands ungdomstræningslejre.